# Flåodden
Flåodden (norwegisch für Simsspitze, englisch Flåodden Cape) ist ein markantes Kap an der Küste des ostantarktischen Kemplands. Es liegt 2 km südöstlich des Kap Borley.
Norwegische Kartographen, die das Kap auch benannten, kartierten es 1946 anhand von Luftaufnahmen der Lars-Christensen-Expedition 1936/37. Die Übertragung ins Englische nahm das Antarctic Names Committee of Australia am 31. Juli 1972 vor.